# Bembidion compressum
Bembidion compressum är en skalbaggsart som beskrevs av Carl Hildebrand Lindroth. Bembidion compressum ingår i släktet Bembidion och familjen jordlöpare. Inga underarter finns listade i Catalogue of Life.